# Robert Adair

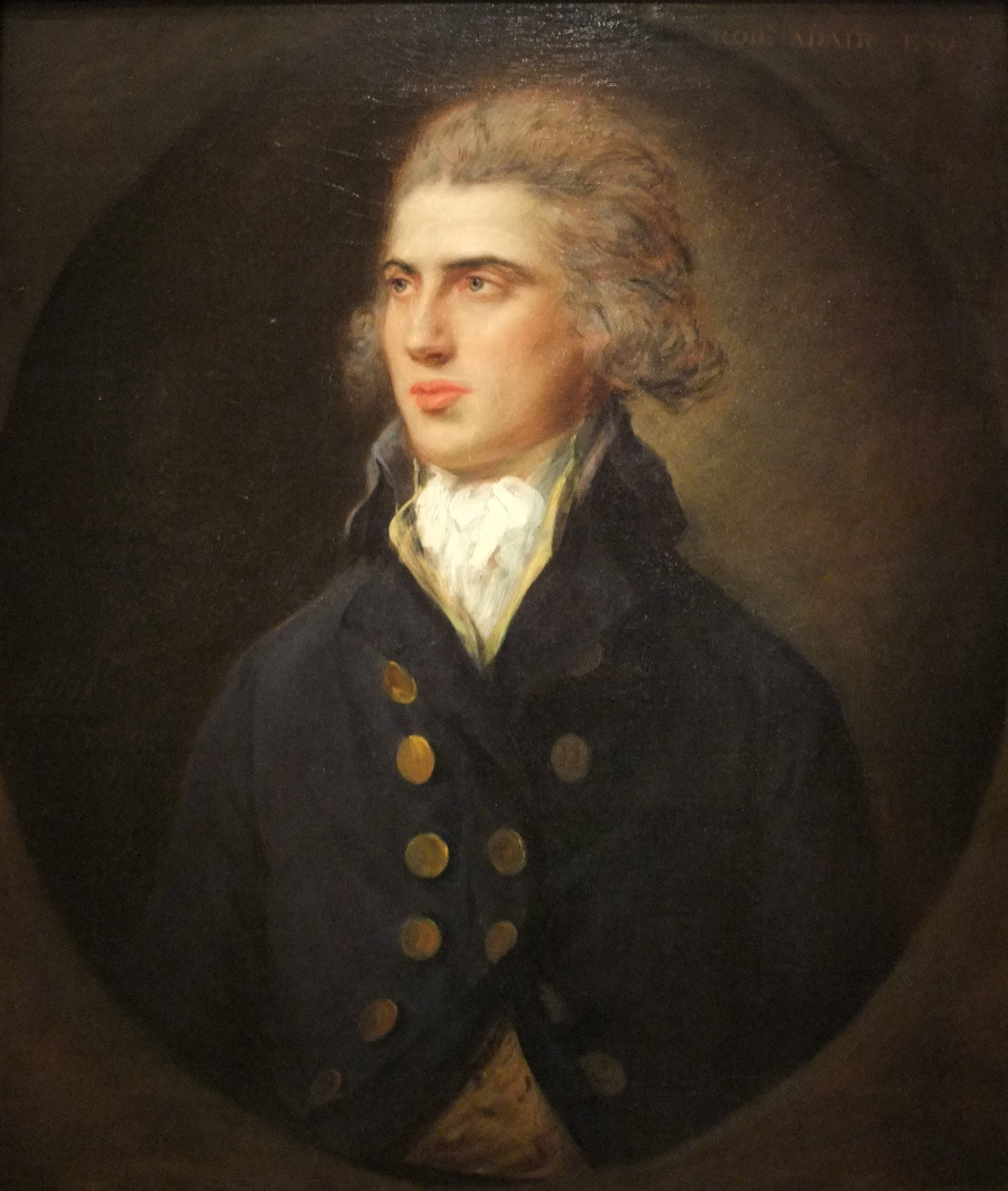
Robert Adair

Sir Robert Adair (* 24. Mai 1763; † 3. Oktober 1855 in London) war ein britischer Diplomat.

## Leben
Adair, Verwandter und Parteigenosse des Politikers Charles James Fox, studierte an den Universitäten von Westminster und Göttingen. Bei Ausbruch der Französischen Revolution hielt er sich längere Zeit auf dem Kontinent, namentlich in Russland, auf und wurde nach seiner Rückkehr nach England 1802 ins Parlament gewählt und 1806 von Fox als Botschafter an den Wiener Hof geschickt.
Von 1808 bis 1811 war er Botschafter in Konstantinopel, wo er am 5. Januar 1809 im Auftrag von König Georg mit der Hohen Pforte den Dardanellenfrieden schloss. 1831 wurde er als Gesandter an den belgischen Hof nach Brüssel versetzt und wirkte sehr ersprießlich für das neue Königreich Belgien. Über seine Tätigkeit als Diplomat berichtete er in einigen Büchern.
Am 2. August 1831 wurde er zum Knight Grand Cross des Order of the Bath geschlagen.
Robert Adair starb im Alter von 92 Jahren als Mitglied des Geheimen Rats am 3. Oktober 1855 in London.

## Werke (Auswahl)
- Historical memoir of a mission to the court of Vienna in 1806. London 1844.
- The negotiations as to the Dardanelles 1808-1809. London. 1845 (2 Bde.)